# 그레고리오 알바레스
그레고리오 콘라도 알바레스 아르멜리노(Gregorio Conrado Álvarez Armelino, 1925년 11월 26일 ~ 2016년 12월 28일)는 우루과이의 군인 겸 정치인이다. 1981년부터 1985년까지 대통령으로 재직하는 동안 수많은 사람들을 학살했으며, 이후 2009년 10월 법원 판결에 따라 징역 25년을 선고받고 수감되었다. 결국 2016년 심장마비로 타계했다.

## 같이 보기
- 레이날도 비그노네